# Quanah Parker
Quanah Parker (1845 – Cache, 23 febbraio 1911) è stato un leader Comanche della divisione Comanche Kwahadi ("Antilopi"), imparentato con la divisione Comanche Nokoni ("Vagabondi" o "Viaggiatori"), diventato un'importante figura riconosciuta in particolare dopo la sconfitta definitiva della tribù.
Figlio del capo Peta Nocona e di Cynthia Ann Parker, un'anglo-americana rapita all'età di undici anni dal gruppo Nokoni ed assimilata nella tribù, Quanah (chiamato anche Tseeta, cioè Aquila) fu capo della chiesa del peyote ed ultimo capo della potente tribù Quahadi (Kwahadi) prima che si arrendesse a conclusione della guerra delle grandi pianure, trasferendosi nella riserva nel territorio indiano dell'Oklahoma. Gli Stati Uniti d'America nominarono Quanah principale capo dell'intera nazione Comanche dopo che il suo popolo fu riunito nella riserva e dopo aver indetto un'elezione. Quanah Parker guidò i suoi uomini anche nella riserva, nella quale divenne un ricco ed influente rancher della società Comanche and European American.

## Gioventù ed educazione
La madre di Quanah Parker, Cynthia Ann Parker (nata nel 1827), era membro dell'ampia famiglia di coloni che si insediarono in Texas orientale negli anni 1830. Fu catturata nel 1836 (all'età di nove anni) dai Comanche durante la razzia di Fort Parker nei pressi dell'odierna Groesbeck (Texas). Dopo aver ricevuto il nome indigeno di Naduah (Qualcuna Trovata), fu adottata nella banda Comanche Nokoni, crescendo come figlia di Tabby-nocca (Lean Elk).
Assimilata nei Comanche, Cynthia Ann Parker sposò il giovane e ammirato guerriero Peta Nocona (Viaggiatore Solitario o Vagabondo Solitario), noto anche come Nocona, Noconie, o Tah-con-ne-ah-pe-ah. Il padre di questi era il famoso capo degli Kwahadi Comanche Poehbits-quasho (Casacca-di-Ferro), famoso tra i Comanche perché indossava una cotta di maglia spagnola ereditata dal padre e forse dal nonno ed era ritenuto invulnerabile ai proiettili.
Il primogenito di Naduah e Peta Nocona fu Quanah (Fragranza), nato nelle Wichita Mountains dell'Oklahoma sudoccidentale nel 1845 circa. Il biografo Bill Neeley cita una lettera che Quanah scrisse alla fine della vita all'amico Charles Goodnight, nella quale disse: "Dalle migliori informazioni che ho, sono nato attorno al 1850 sul fiume Elk ai piedi delle Wichita Mountains". Lo scrittore S.C. Gwynne sostiene l'ipotesi dell'Oklahoma nel libro del 2010 intitolato Empire of the Summer Moon: Quanah Parker and the Rise and Fall of the Comanches, the Most Powerful Indian Tribe in American History.
Un altro racconto mette in dubbio il luogo di nascita, affermando che nel 1911 Parker era stato visto viaggiare in automobile nei pressi di Lubbock, Texas, dicendo a chi incontrava che stava andando a visitare il suo luogo di nascita a Laguna Sabinas (Cedar Lake) nella Contea di Gaines, Texas.
Naduah e Peta Nocona ebbero un altro figlio, Pecos, nato all'incirca nel 1852, ed una figlia, Topsannah (Fiore di Prateria). Nel dicembre 1860 Naduah (Cynthia Ann) e Topsannah furono catturate nella battaglia di Pease River, svoltasi lungo il torrente Mule Creek. Gli Statunitensi erano forti di un distaccamento militare (compagnia H del 2º Cavalleria) guidato dal sergente John Spangler, e della compagnia dei Texas Rangers di Lawrence Sullivan Ross (meglio noto in Texas come Sul Ross). Quanah, il fratello Pecos ed il padre Peta Nocona erano quasi sicuramente assenti dall'accampamento sul Mule Creek, e il villaggio era affidato al fedele Nobah, illustre guerriero che si fece uccidere per difendere la moglie e la figlia di Peta Nocona (e, per il suo valore in combattimento, fu scambiato per il capo in persona). Comunque, nel tentativo di dare una spinta alla propria carriera politica, Sul Ross costruì una storia secondo la quale avrebbe ucciso Peta Nocona al Pease River. In seguito Ross divenne senatore dello stato del Texas, e poi governatore.
Nel frattempo Naduah (Cynthia Ann) e la figlia Topsannah si riunirono alla loro famiglia bianca, ma la giovane donna, dopo aver passato 24 anni con i Comanche, volevano tornare da loro. Topsannah morì di malattia nel 1863, mentre Cynthia Ann Parker morì nel 1870.

## Carriera

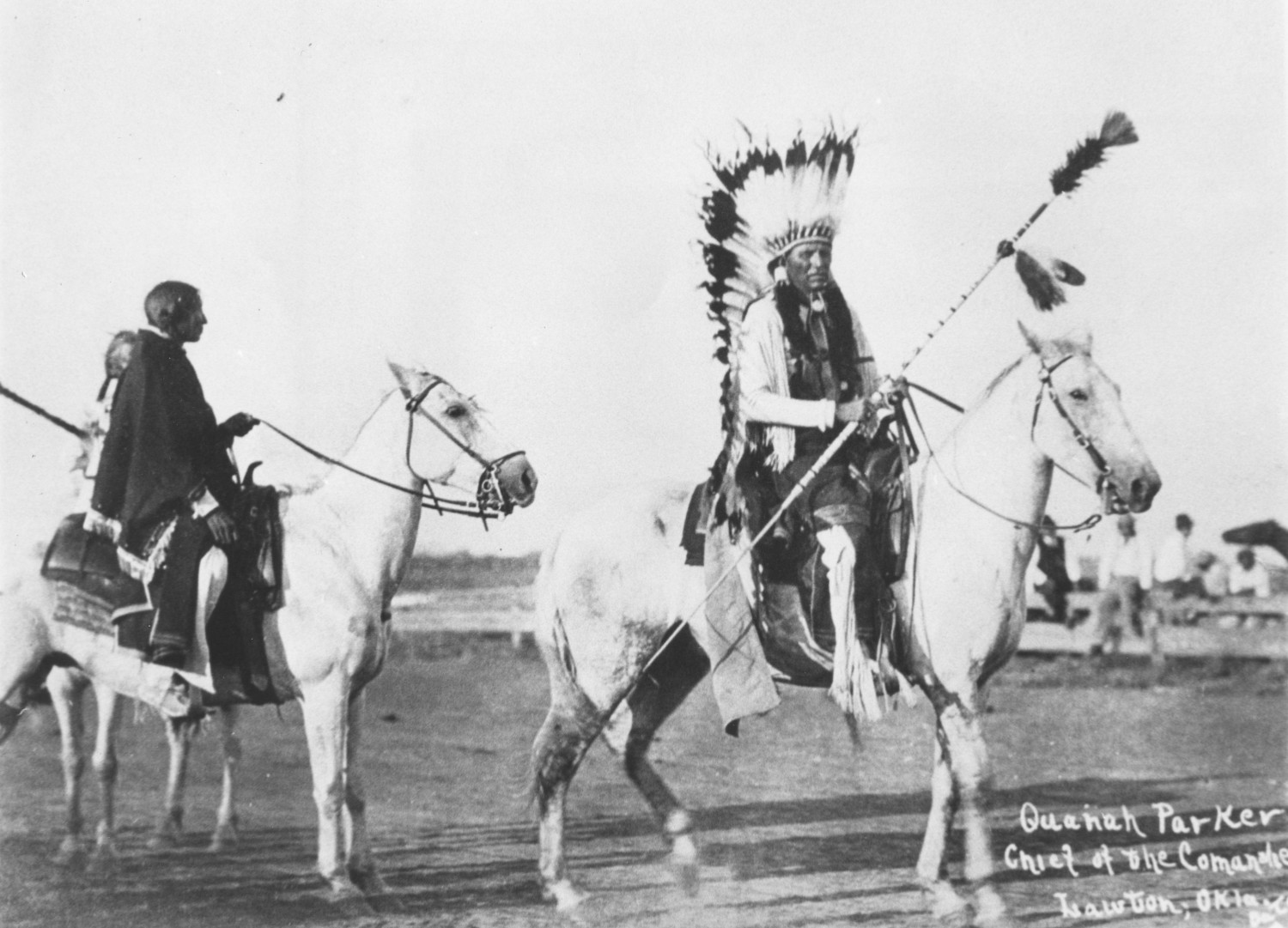
Quanah Parker a cavallo mentre veste un copricapo di piume d'aquila e sorregge una lancia

Pohebits-quasho fu ucciso dai Texas Ranger del cap. John S. Ford nel corso di un attacco contro il suo villaggio nelle Antelope Hills, presso il Little Robe Creek affluente del Canadian River; Peta Nocona morì, per le ferite ricevute in combattimento durante uno scontro con gli Apache, nel 1863 (o 1864), e Parua-ocoom (Orso Maschio) gli subentrò come capo principale degli Kwahadi; Quanah, insieme al fratello minore, si unì per qualche tempo alla divisione Nokoni, presso il nonno materno Tabby-nocca, dove Tirhayaquahip (Dorso di Cavallo), altrimenti noto come Kiyou, prese i due fratelli sotto la sua ala protettiva dopo la morte del padre. Tirhayaquahip completò l'addestramento di Quanah nei metodi dei guerrieri Comanche e nelle doti dei capi, e questi si guadagnò sempre più rispetto. Più tardi, Quanah tornò fra gli Kwahadi (Mangiatori di Antilopi), la gente del padre e del nonno, raccogliendo guerrieri di un'altra banda e costituendo una banda autonoma. Nell'ottobre del 1867, quando Quanah era un giovane uomo e risiedeva presso i Nokoni, aveva partecipato come osservatore ai negoziati di pace a Medicine Lodge, Kansas. Tirhayaquahip dichiarò che Quanah si era rifiutato di firmare il trattato. All'inizio degli anni 1870 gli indiani delle pianure perdevano la guerra per la loro terra contro il governo statunitense. Dopo l'arresto, nel 1871, dei capi Kiowa Satank (Orso Seduto), Satanta (Orso Bianco) e Adoete (Grande Albero), i Kiowa, guidati dal capo supremo Guipago (Lupo Solitario), il quale, nel frattempo, riuscì a ottenere la liberazione "sulla parola" dei capi detenuti, si unirono ai Comanche e agli Cheyenne meridionali in una campagna densa di battaglie. Il colonnello Ranald Slidell MacKenzie guidò l'esercito statunitense a radunare o uccidere gli indiani rimasti non stanziatisi nella riserva.
Nel giugno 1874 un "uomo di medicina" Comanche di nome Kwihnai Tosabitʉ (Aquila Bianca), poi noto come Isa-tai (Vagina di Coyote), organizzò una Danza del Sole, anche se questo rituale non aveva mai fatto parte della tradizione Comanche. In questa riunione, assieme al giovane quarto capo (dopo Parua-ocoom ovvero Orso Maschio, Kobay-oburra ovvero Cavallo Selvaggio, Kobay-otoho ovvero Cavallo Nero) della divisione Comanche Kwahadi, Quanah, egli reclutò guerrieri per un raid in Texas per vendicare i loro parenti uccisi. Altri capi Comanche, tra cui Isa-Rosa (Lupo Bianco), Tabananika (Suono dell'Alba) e Tuwikaa-tiesuat (Piccolo Corvo, figlio di Parua-wasamen Dieci Orsi) delle bande Yamparika, Piaru-ekaruhkapu (Grosso Pezzo-di-Carne-Rossa) e Tirhayaquahip (Dorso di Cavallo) delle bande Nokoni, e Mow-way (Piazzato-nel-mezzo o Irrompente-nel-mezzo) delle bande Kotsoteka identificarono i cacciatori di bisonti, che sterminavano quegli animali per le pelli e le lingue, lasciando il resto delle carcasse a imputridire sotto il sole e a cibare nugoli di mosche, senza alcuno scrupolo o alcun rispetto per le femmine e i vitelli, al punto di avere provocato la quasi completa estinzione delle mandrie, come la vera minaccia al loro stile di vita e alla loro vera e propria sopravvivenza. Suggerirono che se Quanah avesse attaccato tutti, avrebbe dovuto attaccare anche gli "hidemen" e i mercanti che li pagavano. Un gruppo di circa 300 guerrieri (o circa 700 secondo versioni palesemente esagerate) si diresse ad ovest nella Panhandle del Texas, assalendo un gruppo di 28 cacciatori di bisonti asserragliato ad Adobe Walls, e il giovane Quanah ne assunse il comando. Gli indiani furono respinti dai fucili Sharps a lunga gittata. Quando si ritirarono, il cavallo di Quanah fu colpito a 500 metri di distanza; L'attacco di Adobe Walls provocò un cambio di strategia a Washington e portò alla guerra del Red River che culminò con la vittoria statunitense della battaglia di Palo Duro Canyon. Il 28 settembre 1874 Mackenzie ed i suoi ricognitori Tonkawa razziarono il villaggio Comanche del canyon di Palo Duro uccidendo circa 1500 cavalli, fonte di ricchezza e potere per i Comanche, così come i bisonti erano la fonte del loro sostentamento.

## La riserva
Senza la loro fonte di cibo, e sotto la costante pressione dell'esercito, gli Kwahadi si arresero nel 1875. Quanah si arrese a Mackenzie a Fort Sill, Territorio indiano, e guidò con successo i Comanche per molti anni nella riserva. Soltanto allora scoprì di essere un meticcio e conobbe la famiglia di sangue della madre. Quanah non fu eletto dalla tribù capo dei Comanche. Il governo statunitense lo nominò capo dell'intera nazione dopo che il suo popolo fu riunito nella riserva, e solo dopo furono indette le elezioni. Con il colonnello Mackenzie e l'agente indiano James M. Hayworth, Parker aiutò nell'insediamento dei Comanche nella riserva Kiowa-Comanche-Apache Territorio indiano sudoccidentale.
La casa di Parker a Cache (Oklahoma) fu chiamata Star House. Quella di Parker fu l'ultima tribù delle Staked Plains o Llano Estacado a trasferirsi nella riserva. Quanah fu nominato capo di tutti i Comanche della riserva, e si dimostrò forte, risoluto ed abile. Grazie a saggi investimenti divenne forse il più ricco nativo americano del suo tempo negli Stati Uniti d'America. In quel periodo Quanah abbracciò buon parte della cultura bianca ed adottò il cognome Parker. Fu rispettato anche dai bianchi. Partecipò a battute di caccia col presidente Theodore Roosevelt, che spesso gli faceva visita. Nondimeno, rifiutò monogamia e Protestantesimo in cambio del movimento della chiesa del peyote, di cui fu il fondatore.

## Quanah Parker e Samuel Burk Burnett
La storia dell'amicizia che nacque tra Quanah e la famiglia di Burnett è dimostrata dai manufatti culturali donati alla famiglia Burnett dalla famiglia Parker, tra i quali la lancia da combattimento di Quanah. La corrispondenza tra Quanah e Samuel Burk Burnett ed il figlio Tom Burnett esprime una reciproca stima ed ammirazione. Le registrazioni storiche citano scarsamente Quanah finché non fu presente all'assalto ai cacciatori di bisonti di Adobe Walls del 27 giugno 1874. Informazioni frammentarie dicono che Quanah aveva interazioni con gli Apache in quel periodo.
Questo potrebbe averlo portato alla fondazione della Chiesa del peyote. Si dice che Quanah abbia sposato una Apache, ma che la loro unione durò poco. I vestiti da Apache potrebbero essere un residuo di questo periodo della sua vita. Con i bisonti quasi sterminati ed avendo subito pesanti perdite di cavalli e tende per mano degli americani, Quanah fu uno degli ultimi capi a guidare gli Kwahadi (Antilopi) a Fort Sill tra maggio e giugno del 1875. Questo, salvo successivi episodi marginali, pose fine alla loro vita nomade nelle piaure meridionali e determinò l'adozione di una vita generalmente sedentaria. Burk Burnett iniziò a spostare nel 1874 le mandrie dal Texas meridionale all'odierna Wichita Falls, Texas. Qui stabilì il quartier generale del suo ranch nel 1881. Il cambio delle condizioni climatiche ed una grave siccità causò l'inaridimento e la morte dei prati. Burnett ed altri rancheros si incontrarono con le tribù Comanche e Kiowa per affittare appezzamenti di terra nella loro riserva, 400 ettari circa poco a nord del Red River in Oklahoma.
Inizialmente Quanah, come molti suoi contemporanei, si oppose all'apertura della terra indiana agli anglo-americani. Quanah cambiò poi opinione e strinse strette relazioni con numerosi allevatori texani come Charles Goodnight e la famiglia Burnett. All'inizio del 1880 Quanah collaborava per la costruzione di questi nuovi insediamenti. Nel 1884, soprattutto grazie a Quanah, le tribù ricevettero i primi pagamenti "d'erba" per la concessione del diritto di pascolo su terre Comanche, Kiowa e Kataka, cosiddette "Kiowa-Apache"). Fu in questo periodo che il legame tra Quanah e Burnett divenne più forte.
Burnett allevò 10 000 capi di bestiame prima della fine dell'affitto nel 1902. Burnett aveva a cuore i diritti dei nativi, ed il suo rispetto per loro fu sempre genuino. Mentre altri allevatori combatterono i nativi e le terre aspre per costruire imperi, Burnett imparò i modi di fare Comanche, passando alla propria famiglia l'amore per la terra ed il rispetto dei nativi. Come segno di rispetto per Burnett, i Comanche gli diedero un nome nella loro lingua nativa: Mas-sa-suta, che significa "Grande Capo". Quanah si guadagnò il rispetto degli ufficiali governativi statunitensi adottando lo stile di vita dei bianchi e diventando un ricco ranchero in Oklahoma. La sua spaziosa casa a due piani chiamata Star House aveva una camera da letto per ognuna delle sette mogli e i relativi figli. Aveva le proprie stanze private, piuttosto spoglie. Accanto al letto aveva fotografie delle madre Naduah (Cynthia Ann) e della giovane sorella Topsannah. Quanah ospitò molte persone influenti, sia nativi che americani. Tra questi vi furono l'ispettore texano Willis Day Twichell e l'allevatore Charles Goodnight. Di tutti gli ospiti bianchi, Quanah considerava Burk Burnett il migliore.
Nei successivi 27 anni Quanah ed i Burnett condivisero molte esperienze. Burnett contribuì alla costruzione di Star House, la grande residenza di Quanah. Burnett chiese (e ricevette) la partecipazione di Quanah ad una parata con un gran numero di guerrieri al Fort Worth Fat Stock Show e ad altri eventi pubblici. Burnett aiutò Quanah a comprare le pietre in granito usate come lapidi per le tombe della madre e della sorella. Dopo anni di ricerca, Quanah ne fece spostare i resti dal Texas e le interrò nel 1910 in Oklahoma nella riserva Comanche di Fort Sill.
Secondo la figlia Wanada Page Parker, il padre aiutò a celebrare l'insediamento del presidente Theodore Roosevelt nel 1905 partecipando alla parata. Nell'aprile del 1905 Roosevelt visitò Parker alla Star House. Il presidente Roosevelt e Quanah andarono a caccia di lupi con Burnett nei pressi di Frederick (Oklahoma). Nell'occasione i due discussero affari importanti. Quanah voleva che la tribù ottenesse la proprietà di 1620 km² che il governo voleva vendere, ma, alla fine, non ottenne ciò che avrebbe voluto. Quanah chiese aiuto per combattere la disoccupazione del suo popolo ed in seguito ricevette una lettera del presidente che gli garantiva il suo interessamento al problema. Alla fine si crede che quella caccia al lupo sia uno dei motivi per cui Roosevelt creò il Wichita Mountains Wildlife Refuge.

## Matrimonio e famiglia

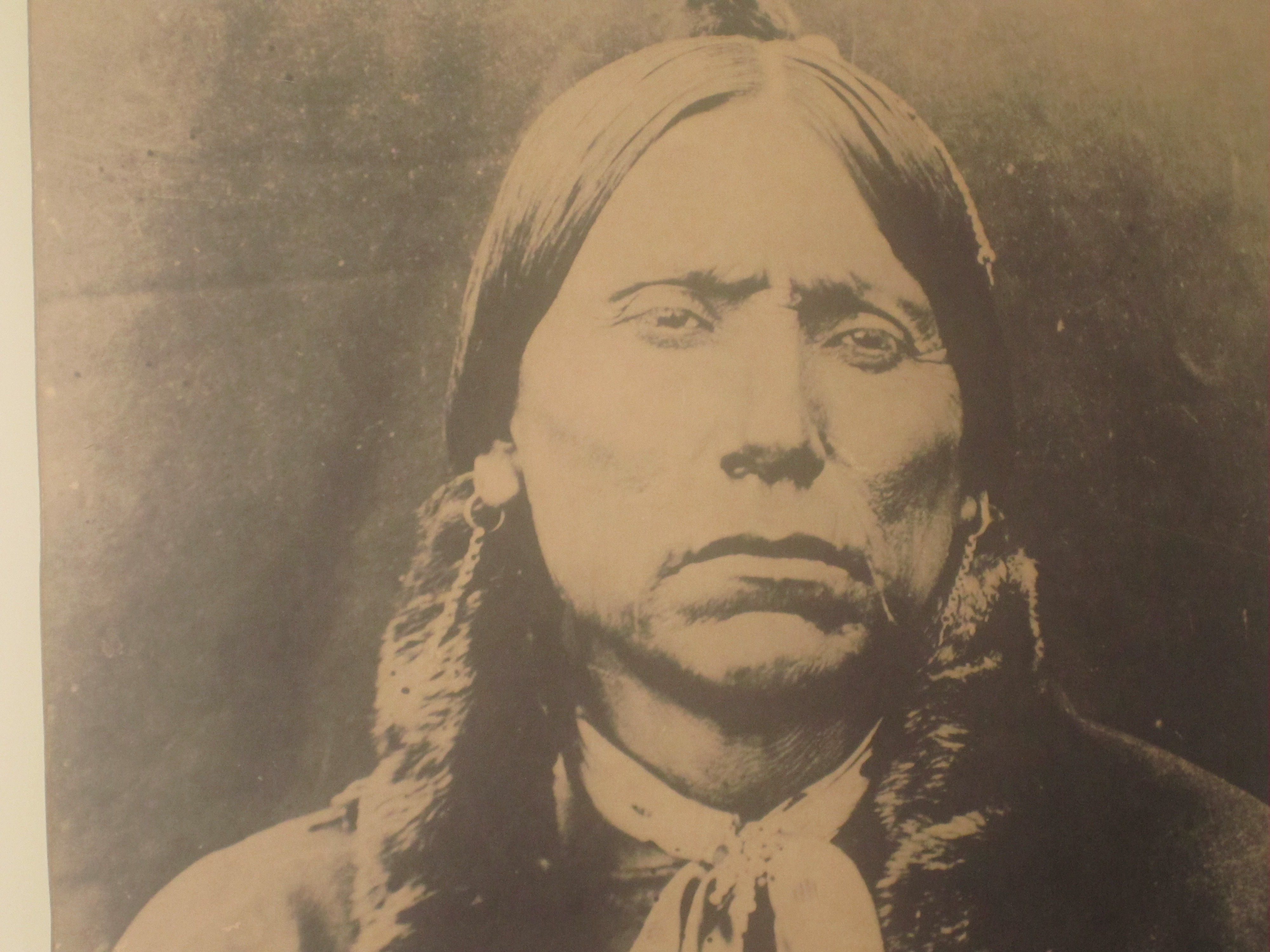
Fotografia di Quanah Parker al Pioneer West Museum di Shamrock, Texas

Quanah sposò due donne nel 1872 secondo quanto afferma Baldwin Parker, uno dei suoi figli. La prima moglie era Ta-ho-yea (o Tohayea), figlia del capo Apache Mescaleros chiamato Vecchio Lupo. La sposò a Mescalero facendo visita agli alleati Apache fin dal 1860, e la comprò per cinque muli. Dopo un anno di matrimonio ed una visita dei Mescalero Apache ai campi Kwahadi Ta-ho-yea chiese di tornare a casa dicendo di non essere in grado di imparare la lingua Comanche. Quanah la rimandò dal suo popolo. L'altra moglie di Quanah lo sposò nel 1872 e si chiamava Wec-Keah o Weakeah, figlia di un capo minore dei Comanche Penateka chiamato Orso Giallo (o Vecchio Orso). Nonostante fosse stata già promessa a un altro guerriero, lei e Quanah fuggirono, accompagnati da un gruppo di guerrieri decisi a riconoscere il giovane Quanah come capo. Orso Giallo, obbligato nei confronti del mancato consuocero, inseguì la banda ma non osò affrontare un combattimento, e alla fine Quanah strinse con lui un'alleanza. Le due bande si unirono, formando il più numeroso gruppo di indiani Kwahadi Comanche.
Nel corso degli anni Quanah si sposò altre sei volte con Chony, Mah-Chetta-Wookey, Ah-Uh-Wuth-Takum, Coby, Toe-Pay e Tonarcy. Una fotografia del 1890 circa scattata da William B. Ellis raffigura Quanah e due delle sue mogli chiamate Topay e Chonie. Quanah ebbe in tutto otto mogli e 25 figli (alcuni dei quali adottati).
Dopo essersi trasferito nella riserva, Quanah riallacciò i legami con i parenti bianchi della famiglia della madre. Visse con loro per alcune settimane, studiò inglese e la cultura occidentale, ed apprese le loro tecniche agricole.

## Fondatore del Movimento della Chiesa dei nativi americani
Quanah Parker è considerato uno dei primi importanti capi della chiesa del peyote. Parker stava visitando il fratello della madre, John Parker, in Texas quando fu attaccato da un toro che lo ferì gravemente. Per combattere l'insorgenza della febbre, fu chiamato una curandera messicana che preparò un forte tè di peyote usando peyote fresco per curarlo. In seguito Quanah Parker divenne dipendente dal peyote, che conteneva ordenina, mescalina o alcaloidi di feniletilamina, e tiramina che agivano da antibiotici naturali se assunti insieme. Studi clinici indicano che l'ordenina, una sostanza idrosolubile cristallina estratta dalla pianta si dimostra un efficace antibiotico contro 18 ceppi di Staphylococcus aureus resistenti alla penicillina, a molti altri batteri e ad alcuni funghi.
Parker apprese che la medicina del sacro peyote era un sacramento dato ai nativi, e che era usata con acqua quando si prendeva la comunione nella tradizionale chiesa nativa americana. Parker propose lo stile "mezza-luna" della cerimonia del peyote.

## Morte
Quanah morì a 66 anni il 23 febbraio 1911 presso la Star House. Nel 1911 Quanah fu sepolto le cimitero della missione di Post Oak nei pressi di Cache (Oklahoma). Nel 1957 fu spostato al cimitero di Fort Sill Post a Fort Sill, assieme alla madre Cynthia Ann Parker ed alla sorella Topsannah.
Il biografo Bill Neeley scrisse: "Non solo Quanah passò nell'arco di una singola vita dall'essere un guerriero dell'età della pietra ad essere uno statista nell'epoca della rivoluzione industriale, ma non perse mai una battaglia contro i bianchi ed accettò la sfida e la responsabilità di guidare tutti i Comanche sulla tortuosa strada verso la loro nuova esistenza".

## Critiche
Nonostante abbia ricevuto molte lodi dalla sua tribù per averne preservato la cultura, Quanah ricevette anche acri critiche. Fu accusato di essersi venduto ai bianchi diventando un ranchero. Si vestiva e viveva come un anglo-americano piuttosto che in stile Comanche. Quanah adottò lo stile di vita europeo-americano, ma portò sempre i capelli lunghi acconciati con le trecce. Si rifiutò anche di seguire le leggi statunitensi sul matrimonio, e sposò otto donne.
Quanah non fu eletto dal popolo capo della nazione. Tradizionalmente, i Comanche non avevano un solo capo. Ogni banda aveva il proprio capo, ma le diverse divisioni (Penateka, Nokoni, Kotsoteka, Yamparika, Kwahadi) della nazione Comanche avevano usato riconoscere una gerarchia dei capi principali di ogni divisione, che raggruppava un numero più o meno consistente di bande, e fra questi si riconosceva un "primus inter pares" in occasione dei concili comuni. Gli Stati Uniti nominarono Quanah capo dell'intera nazione dopo averli raggruppati nella riserva, e in seguito indissero le elezioni.

## Riunione di famiglia e powwow
La Quanah Parker Society, con base a Cache, in Oklahoma, tiene una riunione annuale di famiglia ed un powwow. Tra gli eventi c'è un pellegrinaggio ai luoghi sacri di Quanah, in Texas, una visita alla "Star Home" di Cache, la cena, il memoriale al cimitero di Fort Sill Post, una danza rituale, il pow-wow ed il culto tradizionale. Questo evento è aperto al pubblico.

## Memoriali ed onori

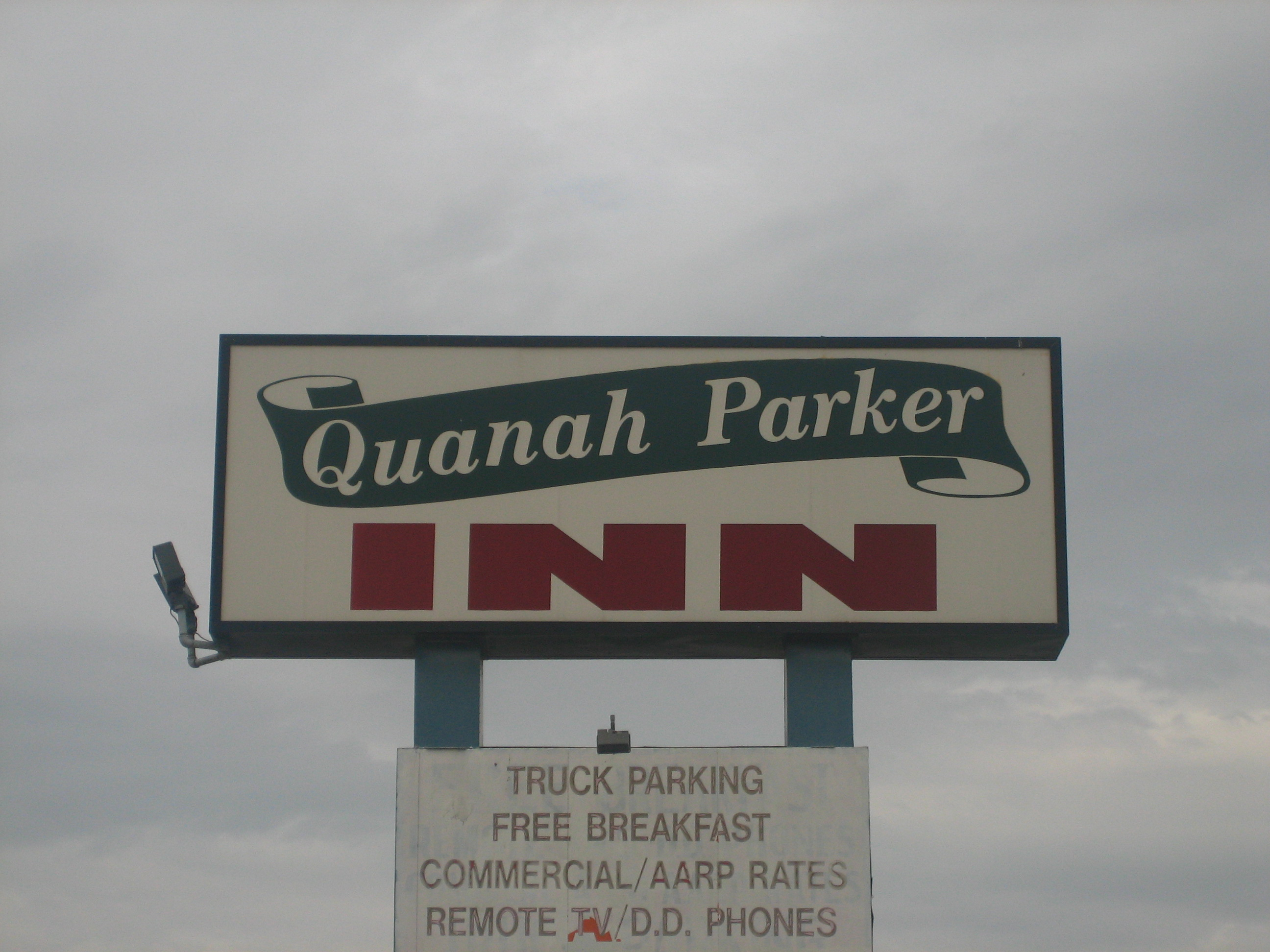
Il Quanah Parker Inn si trova sulla U.S. Highway 287 all'estremità occidentale di Quanah, in Texas

- 1970, la Star House viene inserita nel National Register of Historic Places.[1]

Costruita nel 1890 34.66889°N 98.648815°W
Spostata nel 1958 34.634461°N 98.64175°W
- Una mostra racconta Parker e la seconda battaglia di Adobe Walls nel museo storico della Contea di Hutchinson a Borger (Texas).

Molti luoghi ed edifici prendono da lui il nome:
- Quanah, capoluogo della Contea di Hardeman (Texas). Il Quanah Parker Inn si trova sulla U.S. Highway 287.
- Nocona (Texas) prende il nome dal padre di Quanah Parker, il capo Comanche Peta Nocona.
- Nel 1962 nasce Parker Hall, un dormitorio nella Oklahoma State University-Stillwater.
- Parker Hall è anche un dormitorio della Southwestern Oklahoma State University.
- Il Quanah Parker Trailway (State Highway 62) si trova in Oklahoma meridionale.[19]
- A Fort Worth, lungo le rive del fiume Trinity, si trova Quanah Parker Park.